# Struma
Struma (bugarski: Струма,  grčki: Στρυμόνας, Strymónas; turski: Karasu, »crna rijeka«) rijeka je u Bugarskoj i Grčkoj. Antičko (grčko) ime rijeke bilo je Strymōn (Στρυμών), a ono dolazi od tračke riječi Strymón, što pak znači rijeka ili potok.
Veličina porječja rijeke Strume je 10.800 km², a njen slijev obuhvaća i dijelove Srbije (Bosilegradski kraj) i Sjeverne Makedonije (Strumički kraj).
Rijeka izvire na južnim obroncima planine Vitoše u Bugarskoj, ispočetka teče na zapad, zatim skreće na jug, ulazi na teritorij Grčke kod sela Kula i zatim pravocrtno teče do uvira u Egejsko more, kod Amphipolisa u grčkoj prefekturi Seres. Dužina rijeke je 415 km, od čega 290 km pripada Bugarskoj (time je Struma peta rijeka po dužini u Bugarskoj).
Gornji tok doline Strume u okolici grada Pernika poznat je po velikim nalazištima ugljena. Grčki dio riječne doline poznat je po poljoprivredi (to je četvta grčka dolina po površini).
Rijeka Struma ima 42 značajne pritoke, od kojih su najveće: Rilska rijeka, Dragovištica, Blagoevgradska Bistrica, Konjska rijeka, Sandanska Bistrica, Strumica (u Bugarskoj) i rijeka Agitis (u Grčkoj). Na rijeci u njenom donjem dijelu postoji čuvena klisura Kresna.
Blizu ušća rijeke u Egejsko more pronađen je antički grčki grad Amphipolis, na lokalitetu koji je otprije znan kao Ennea Odoi (Devet puteva).
- Kada je perzijski kralj Kserkso I. prelazio rijeku za svoje invazije na Grčku 480. pr. Kr. on je spalio devet mladića i devet djevojaka kao žrtve riječnom bogu.[2]

- Vojska Aleksandra I. Makedonskog porazila je ostatke Kserksove vojske blizu Ennea Odoi 479. pr. Kr.

- Godine 424. pr. Kr. spartanski general Brasidas, nakon što je promarširao čitavim Grčkom, zauzeo je i pokorio grad Amphipolis.

- Bitka kod Kleidiona zbila se kod rijeke 1014. godine.

- Godine 1913. Grčka vojska bila je zarobljena od strane Bugara u Struminoj klisuri Kresna, za vrijeme Drugog balkanskog rata.

- Dolina Strume u Grčkoj bila je poprište ratnih sukoba za vrijeme Prvog svjetskog rata.

## Vanjske poveznice
- O rijeci Strumi na portalu Livius.org  Arhivirana inačica izvorne stranice od 14. listopada 2012. (Wayback Machine) (engl.)